# Віллістон (Північна Дакота)
Віллістон (англ. Williston) — місто (англ. city) в США, в окрузі Вільямс штату Північна Дакота. Населення — 29 479 осіб (2020). Станом на 2013, чисельність населення становила 20 850 осіб, що робить це місто шостим за кількістю населення в штаті. Населення міста стрімко зростає у зв'язку з відкриттям 2006 року найбільшої формації сланцевої нафти.

## Географія
Віллістон розташовано за 29 км від меж штатів Північна Дакота та Монтана, і за 97 км від кордону Канади та США.
Віллістон розташований за координатами 48°9′47″ пн. ш. 103°37′56″ зх. д. / 48.16306° пн. ш. 103.63222° зх. д. (48.163056, -103.632347).  За даними Бюро перепису населення США в 2010 році місто мало площу 19,59 км², з яких 19,43 км² — суходіл та 0,16 км² — водойми. В 2017 році площа становила 60,37 км², з яких 59,98 км² — суходіл та 0,38 км² — водойми.

### Клімат
Місто знаходиться у зоні, котра характеризується кліматом тропічних степів. Найтепліший місяць — липень із середньою температурою 21.2 °C (70.1 °F). Найхолодніший місяць — січень, із середньою температурою -11.7 °С (11 °F).
| Клімат Віллістона       | Клімат Віллістона | Клімат Віллістона | Клімат Віллістона | Клімат Віллістона | Клімат Віллістона | Клімат Віллістона | Клімат Віллістона | Клімат Віллістона | Клімат Віллістона | Клімат Віллістона | Клімат Віллістона | Клімат Віллістона | Клімат Віллістона |
| Показник                | Січ.              | Лют.              | Бер.              | Квіт.             | Трав.             | Черв.             | Лип.              | Серп.             | Вер.              | Жовт.             | Лист.             | Груд.             | Рік               |
| Абсолютний максимум, °C | 14,4              | 18,9              | 25,6              | 33,3              | 41,1              | 41,1              | 42,8              | 41,7              | 40                | 33,9              | 24,4              | 14,4              | 42,8              |
| Середній максимум, °C   | −5,6              | −2,5              | 4,7               | 13,9              | 19,8              | 24,9              | 29,1              | 28,8              | 21,8              | 13,5              | 3,3               | −4,2              | 12,3              |
| Середня температура, °C | −11,7             | −8,4              | −1,5              | 6,3               | 12,3              | 17,3              | 21,2              | 20,5              | 13,7              | 6,1               | −2,7              | −10,1             | 5,3               |
| Середній мінімум, °C    | −17,7             | −14,3             | −7,7              | −1,3              | 4,7               | 9,8               | 13,2              | 12,2              | 5,6               | −1,2              | −8,7              | −15,9             | −1,7              |
| Абсолютний мінімум, °C  | −40               | −40,6             | −35               | −26,1             | −12,2             | −3,3              | 1,1               | 1,1               | −9,4              | −22,8             | −32,8             | −45,6             | −45,6             |
| Норма опадів, мм        | 15.2              | 10.2              | 17.8              | 25.4              | 48.3              | 63.5              | 63.5              | 38.1              | 27.9              | 22.9              | 17.8              | 15.2              | 365.8             |
| Днів з опадами          | 7,5               | 6                 | 7,6               | 7,7               | 10                | 11,5              | 9                 | 8,2               | 7,4               | 6,3               | 6,7               | 8,6               | 96,5              |
| Днів з дощем            | 8                 | 6                 | 8                 | 8                 | 10                | 10                | 9                 | 7                 | 7                 | 5                 | 6                 | 8                 | 93                |
| Днів зі снігом          | 8,7               | 6,4               | 6                 | 2,4               | 0,8               | 0                 | 0                 | 0                 | 0,1               | 1,8               | 5,9               | 9,1               | 41,2              |
| Вологість повітря, %    | 77.1              | 76.5              | 70.6              | 59.3              | 60.5              | 65.6              | 61.8              | 59.1              | 61.6              | 65.6              | 73.1              | 77                | 67.4              |
| ----------------------- | ----------------- | ----------------- | ----------------- | ----------------- | ----------------- | ----------------- | ----------------- | ----------------- | ----------------- | ----------------- | ----------------- | ----------------- | ----------------- |
| Джерело: Weatherbase    |                   |                   |                   |                   |                   |                   |                   |                   |                   |                   |                   |                   |                   |

## Демографія
Згідно з переписом 2010 року, у місті мешкало 14 716 осіб у 6180 домогосподарствах у складі 3589 родин. Густота населення становила 751 особа/км².  Було 6542 помешкання (334/км²).
Расовий склад населення:
| - 92,6 % — білих - 3,3 % — корінних американців - 0,3 % — чорних або афроамериканців - 0,3 % — азіатів |

До двох чи більше рас належало 3,0 %. Частка іспаномовних становила 2,2 % від усіх жителів.
За віковим діапазоном населення розподілялося таким чином: 23,6 % — особи молодші 18 років, 62,0 % — особи у віці 18—64 років, 14,4 % — особи у віці 65 років та старші. Медіана віку мешканця становила 35,5 року. На 100 осіб жіночої статі у місті припадало 104,1 чоловіків;  на 100 жінок у віці від 18 років та старших — 105,9 чоловіків також старших 18 років.
Середній дохід на одне домашнє господарство  становив 112 558 доларів США (медіана — 90 171), а середній дохід на одну сім'ю — 121 014 долари (медіана — 94 064). Медіана доходів становила 64 070 доларів для чоловіків та 36 606 доларів для жінок. За межею бідності перебувало 11,0 % осіб, у тому числі 15,3 % дітей у віці до 18 років та 5,0 % осіб у віці 65 років та старших.
Цивільне працевлаштоване населення становило 12 294 особи. Основні галузі зайнятості: освіта, охорона здоров'я та соціальна допомога — 20,0 %, сільське господарство, лісництво, риболовля — 18,1 %, будівництво — 10,8 %, науковці, спеціалісти, менеджери — 8,9 %.